# 渡邊大祐
渡邊大祐（1974年3月11日—）日本電子遊戲編劇，就職於史克威爾艾尼克斯。他最知名的作品是電子角色扮演遊戲系列最終幻想、動作角色扮演遊戲系列王國之心。

## 最終幻想作品
《最終幻想X》是渡邊第一個擔任編劇的最終幻想遊戲。2004年11月，他加入《最終幻想XII》開發團隊，团队原編劇松野泰己因疾病原因於2005年退出創作。
《最終幻想XII》的的共同監製皆川裕史稱，為讓遊戲趕上發行日期，渡邊的很多故事創意不得不遺憾取消。2006年3月，在野岛一成和鳥山求分別為《最終幻想XIII》創作神话和劇情後，渡邊也加入了開發團隊。鳥山交給了他前8章的情節大綱，並要求他添写具體情節並修正所有銜接桥段。渡邊決定該如何顯示鳥山的過場動畫構思，為強調故事表達，他改写了剧本並調整了个别角色的個性。

## 作品

### 游戏
| 遊戲                    | 年份      | 系統                             | 職位           |
| ----------------------- | --------- | -------------------------------- | -------------- |
| 秘寶傳說                | 1999      | PlayStation                      | 編劇           |
| 最終幻想X               | 2001      | PlayStation 2                    | 劇本策劃、編劇 |
| 王國之心                | 2002      | PlayStation 2                    | 編劇           |
| 最終幻想X-2             | 2003      | PlayStation 2                    | 劇本           |
| 王國之心 記憶之鍊       | 2004      | Game Boy Advance                 | 編劇           |
| 王國之心II              | 2005      | PlayStation 2                    | 劇本文字策劃   |
| 最終幻想XII             | 2006      | PlayStation 2                    | 劇本           |
| 王國之心 記憶之鍊重製版 | 2007      | PlayStation 2                    | 劇本           |
| 最終幻想XII 歸來之翼    | 2007      | 任天堂DS                         | 特別感謝       |
| 最終幻想 紛爭           | 2008      | PlayStation Portable             | 劇本           |
| 王國之心 358/2天        | 2009      | 任天堂DS                         | 剧本监督       |
| 最終幻想XIII            | 2009      | PlayStation 3、Xbox 360          | 主編劇         |
| 王國之心 夢中降生       | 2010      | PlayStation Portable             | 劇本情節       |
| 王國之心 编码           | 2009–2010 | 行動電話                         | 編劇           |
| 王國之心 编码重製版     | 2010      | 任天堂DS                         | 劇本監督       |
| 前线任务 进化           | 2010      | PlayStation 3、Xbox 360、Windows | 腳本作者       |
| 最終幻想XIII-2          | 2011      | PlayStation 3、Xbox 360          | 主編劇         |

### 小說
- 業·影技（1996年）
  - 漫画《影技》的小说化。原作为岡田芽武、发表于竹書房的ガンマ文庫（日语：ガンマ文庫）。

## 外部連結
- 渡邊大祐在互联网电影资料库（IMDb）上的資料（英文）